# Alpska vaterpolska liga
Alpska vaterpolska liga, odnosno Alpe Waterpolo League (AWL)
Prva sezona natjecanja bila je 2022./23.
Prve utakmice prvog izdanja regionalne lige odigrane su 29. listopada 2022. u Grazu.

## Popis klubova koji su sudjelovali (2022./23. – 2023./24.)
U zagradi je godina prvog sudjelovanja.
Poredani abecedno prvo po sjedištu kluba pa zatim po nazivu, preskačući oznaku vrste kluba.
ugašeni klubovi
Napomena: U izvorima se neki klubovi navode pod različitim nazivima ili inačicama naziva (uglavnom neovisnih o sponzorstvu) - ovdje su navedeni svi takvi nazivi.
Austrija
- ASV Wien / ASV Ströck Wien, Beč (2022./23.)
- WBV Graz, Graz (2022./23.)
- WBC Tirol, Innsbruck (2022./23.)

Bosna i Hercegovina
- VK Borac, Banja Luka (2022./23., 2023./24.)

Hrvatska
- VK Opatija LRH, Opatija (2022./23.)
- HAVK Mladost, Zagreb (2023./24.)

Italija
- Pallanuoto Trieste / PN Trieste, Trst (2022./23.)

Slovenija
- Calcit Waterpolo / VD Calcit, Kamnik (2022./23.)
- VD Grafist, Koper (2022./23.)
- AVK Triglav, Kranj (2022./23.)
- VK Slovan, Ljubljana (2022./23.)
- VK Slovan 2, Ljubljana (2023./24.)
- AVK Branik, Maribor (2022./23.)

## Izdanja
Kazalo
* U zagradi je broj klubova, odnosno država, koji je inicijalno trebao sudjelovati u Ligi; izbačeni ili odustali.
+ označava broj klubova koji je igrao neko LEN natjecanje te se u Ligu uključio u kasnijoj fazi.
| Lokacija završnog turnira | Godina    | Broj * država   | Broj * klubova  | Broj * klubova  | Prvaci          | rez.            | #2               | #3              | #4              | #1 nakon osnovnog dijela | Ref                                  |
| Lokacija završnog turnira | Godina    | Broj * država   | liga            | doigr.          | Prvaci          | rez.            | #2               | polufinalisti   | polufinalisti   | #1 nakon osnovnog dijela | Ref                                  |
| ------------------------- | --------- | --------------- | --------------- | --------------- | --------------- | --------------- | ---------------- | --------------- | --------------- | ------------------------ | ------------------------------------ |
| Banja Luka                | 2023./24. | 5               | 11(13)          | 6               | Triglav Kranj   | 11:10           | Opatija LRH      | HAVK Mladost    | ASV Wien        | Opatija LRH [10–0–0]     | [ 5 ] [ 6 ] [ 7 ] [ 8 ] [ 9 ] [ 10 ] |
| Ljubljana                 | 2022./23. | 4(5)            | 10(11)          | 4               | Triglav Kranj   | 20:19(11:11)    | Slovan Ljubljana | Opatija LRH     | Calcit Kamnik   | Slovan Ljubljana [9–0–0] | [ 11 ] [ 12 ]                        |
|                           | 2007./08. | Alpe Adria liga | Alpe Adria liga | Alpe Adria liga | Alpe Adria liga | Alpe Adria liga | Alpe Adria liga  | Alpe Adria liga | Alpe Adria liga | Alpe Adria liga          |                                      |
| 2006./07.                 |           | Alpe Adria liga | Alpe Adria liga | Alpe Adria liga | Alpe Adria liga | Alpe Adria liga | Alpe Adria liga  | Alpe Adria liga | Alpe Adria liga | Alpe Adria liga          |                                      |

### Vječna ljestvica
zaključno sa izdanjem 2023./24. 
| Nepoznata kratica »« | Klub        | Sjedište  | Prvak | Drugi | TOP4 | Ostali nazivi; Napomene |
| -------------------- | ----------- | --------- | ----- | ----- | ---- | ----------------------- |
|                      | Triglav     | Kranj     | 2     | 0     | 2    |                         |
|                      | Opatija LRH | Opatija   | 0     | 1     | 2    |                         |
|                      | Slovan      | Ljubljana | 0     | 1     | 1    |                         |

## Nagrade
| Sezona    | MVP | Najbolji strijelac       |
| --------- | --- | ------------------------ |
| 2023./24. | ()  | Mladen Savic (ASV Wien)  |
| 2022./23. | ()  | Ian Petrić (Opatija LRH) |

## Vanjske poveznice
- AWL
- AWL 2
- AWL 3